# La Maison d'en face (film, 1937)
Pour les articles homonymes, voir La Maison d'en face.
Pour plus de détails, voir Fiche technique et Distribution.
La Maison d'en face est un film français réalisé en 1936 par Christian-Jaque, sorti en 1937.

## Synopsis
Monsieur Lepic, comptable respectable de la Banque Universelle, espère une promotion qui ne lui est finalement pas accordée et accepte, par dépit, un poste d’administrateur au sein de « la maison d’en face », maison de rendez-vous, se trouvant en face de La Banque Universelle.

## Fiche technique
- Titre : La Maison d'en face
- Réalisateur et scénariste : Christian-Jaque ; adaptation de la pièce La Maison d'en face de Paul Nivoix (Éditions Les Œuvres Libres, Paris, 1934)
- Décors : Roland Quignon
- Directeur de la photographie : Marcel Lucien
- Photographe de Plateau : Léo Mirkine
- Musique : Paul Misraki
- Maquillage : Hagop Arakelian
- Producteurs : Jack Forrester, André Parant
- Production F.E.F. / Société Forrester-Parant Productions
- Directeur de production : Jean Rossi
- Distributeurs : Comptoir Français du Film (C.F.F.), Télédis
- Pays :  France
- Format :  Noir et blanc - 1,37:1 - 35 mm - son mono
- Genre : Comédie
- Durée : 95 minutes
- Date de sortie : France : 29 janvier 1937

## Distribution
- Elvire Popesco : Madame Anna, la tenancière d'une maison de rendez-vous
- André Lefaur : Monsieur Pic, un comptable de banque intègre qui devient son administrateur
- Pierre Stephen : Mouche
- André Berley[1] : Renaudeau
- Pauline Carton : Aglaé
- Christiane Delyne : Gaby Duc
- Paul Faivre : Maringot
- Louis Florencie : Le contrôleur des contributions
- Anthony Gildès : Monval
- Guy Parzy : Albert Pic
- Milly Mathis : Louise
- Marthe Sarbel : La concierge
- Laure Senty : Hortense Pic
- Avec également Andrée Champeaux, Paul Demange, Pierre Finaly, Gustave Gallet, Édith Gallia, Pierre Juvenet et Titys : rôles non-spécifiés